# Grande synagogue d'Oran

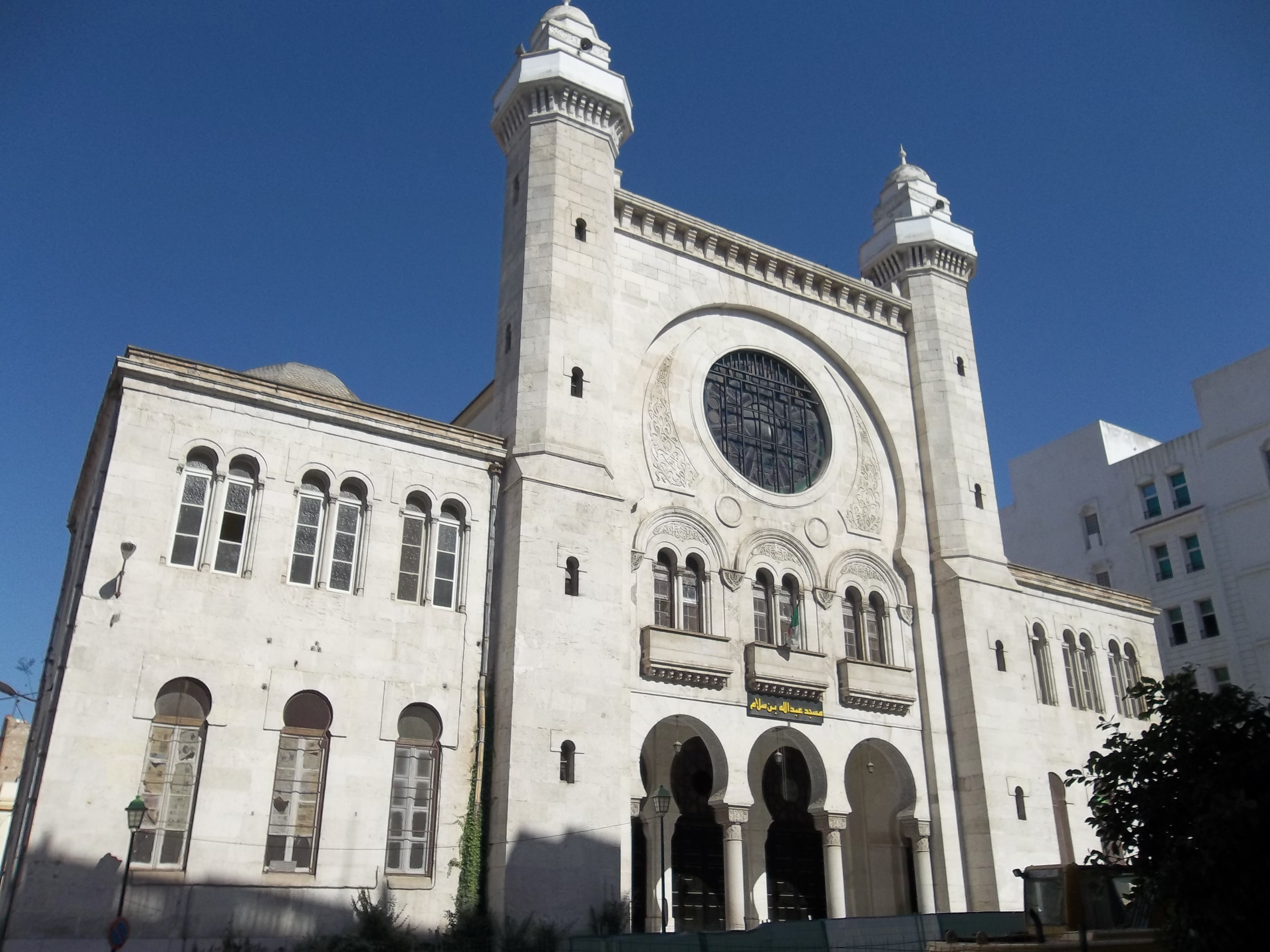
Mosquée Abdullah ibn Salam, après les travaux de restauration, en 2011.

La grande synagogue d’Oran ( arabe : معبد وهران العظيم ), ou localement la Grande Synagogue, est construite et consacrée en 1880 à l'initiative de Simon Kanoui, mais son inauguration a  lieu seulement en 1918. Après le départ des Juifs en 1972, elle devient la mosquée Abdullah ibn Salam.

## Présentation
Également connu sous le nom de temple israélite d'Oran, elle  est située dans l'ancien boulevard Joffre, renommé depuis boulevard Maata Mohamed El Habib.
C'était l'une des plus grandes synagogues d'Afrique du Nord, bien qu’un voyageur britannique du XIXe siècle ne la trouve pas fortement imposante. 
Après l’indépendance algérienne et le départ des Juifs, la synagogue  fait partie des dix-sept lieux de culte juifs transformés par le gouvernement en 1972. Elle devient la mosquée Abdellah Ben Salam du nom de Abdullah ibn Salam, l’un des compagnons du prophète Mahomet, qui était un Juif de Médine converti à l'islam.